# Mariana-Vali Aldea
Mariana-Vali Aldea (n. 1 septembrie 1987) este un senator român, ales în 2024 din partea POT. 